# Joshua Breakstone
Joshua Breakstone (* 22. Juli 1955 in Elizabeth (New Jersey)) ist ein US-amerikanischer Gitarrist des Modern Jazz.
Joshua Breakstone kam durch seine Eltern und Geschwister schon früh mit dem Musikgeschäft in Berührung. Durch seine Schwester, die im New Yorker Fillmore East für die Lichtanlage verantwortlich war, sah er die Bands, die dort auftraten; Jimi Hendrix und Frank Zappa wurden zu frühen Vorbildern. Später begann er sich für Jazz zu interessieren; Einflüsse waren Charlie Parker und Lee Morgan. Zu dieser Zeit studierte er in Manhattan bei Sal Salvador. 1972 wechselte er zum New College of the University of South Florida (Sarasota, Florida), wo er drei Jahre später graduierte. 1975 folgten weitere Studien am Berklee College of Music in Boston. Danach verbrachte er einige Monate in Brasilien, kehrte dann nach New York City zurück, wo er auftrat und unterrichtete; 1979 entstanden erste Aufnahmen mit seinem Studienfreund, dem kanadischen Saxophonisten Glen Hall (Book of the Heart), an denen auch Joanne Brackeen, Cecil McBee und Billy Hart mitwirkten. Bis 1983, als er sein Debütalbum aufnahm, arbeitete er u. a. mit Vinnie Burke, Warne Marsh, Emily Remler und Aaron Bell; daneben gab er Privatstunden und unterrichtete am Rhode Island Conservatory of Music in Providence (Rhode Island). 

Ab 1986 nahm Breakstone vier Alben für Contemporary Records auf, bei denen er mit Pepper Adams, Kenny Barron, Dennis Irwin, Jimmy Knepper, Tommy Flanagan, Keith Copeland und Kenny Washington spielte. 1986 ging er auf seine erste Japan-Tournee. Breakstone gastiert seitdem zweimal jährlich in Japan; dabei arbeitete er mit Musikern wie Terumasa Hino, Monkey Kobayashi und Eiji Nakamura. 1991 schloss Breakstone einen Plattenvertrag mit dem japanischen Label King Record, für das vier Alben entstanden: Walk Don't Run (mit Interpretation von Shadows und Ventures-Nummern wie "Telstar" oder "Apache") sowie I Want To Hold Your Hand und Oh! Darling, zwei Alben mit Beatles-Kompositionen. Auf dem folgenden Remembering Grant Green arbeitete er mit ehemaligen Mitspielern des legendären Gitarristen, so mit dem Organisten Jack McDuff und dem Schlagzeuger Al Harewood.
Sein Album für das Label Capri, Sittin' On The Thing With Ming von 1993, enthielt meist Eigenkompositionen von Breakstone; ihm folgte 1996 ein Album mit Monk-Adaptionen (Let's Call This Monk!), ein Album mit dem Pianisten Sid Simmons (This Just in ...), ein Bud Powell Album. 2001 folgte Tomorrow's Hours als Tribut an Wes Montgomerys Kompositionen wie „Bumpin´“ und 2003 eine Session mit den französischen Musikern Louis Petrucciani und Joël Allouche (A Jamais (Forever)) mit einer Solo-Version von Bud Powells „Hallucinations“. In gleicher Besetzung entstand 2004 in Frankreich das Balladen-dominierte Album Memoirs - The French Sessions, Vol. 2.
Joshua Breakstone entwickelte ein von Grant Green beeinflusstes single-note Spiel.

## Diskographische Hinweise
- Echoes (Contemporary, 1986)
- Evening Star (Contemporary, 1987) mit David Shapiro
- Self Portrait in Swing (Contemporary, 1989)
- Nine By Three (Contemporary, 1990)
- Let's Call this Monk! (Double Time, 1996)
- The Music of Bud Powell (Double Time, 2000), u. a. mit Andy Watson